# Belmonte Mezzagno
Belmonte Mezzagno er en italiensk by (og kommune) i regionen Sicilien i Italien, med omkring 10.858(2023) indbyggere.  